# Grégory Carraz
Grégory Carraz (* 9. April 1975 in Bourgoin-Jallieu) ist ein ehemaliger französischer Tennisspieler.

## Karriere
Carraz gewann in seiner Karriere sieben Challenger-Titel: zwei im Einzel und fünf weitere im Doppel. Auf der ATP World Tour blieben ihm vergleichbare Erfolge versagt, wenngleich ihm 2004 in Newport der Einzug ins Finale der Doppelkonkurrenz gelang. Dieses verlor er an der Seite von Nicolas Mahut gegen Jordan Kerr und Jim Thomas in drei Sätzen. Seine höchste Platzierung in der Weltrangliste erreichte er am 1. März 2004 im Einzel mit Position 54 und am 13. September 2004 im Doppel mit Position 122.
Bei den Olympischen Sommerspielen 2004 in Athen trat vertrat Carraz sein Land in der Einzelkonkurrenz. In der Auftaktrunde unterlag er knapp dem Zyprer Marcos Baghdatis mit 7:5, 6:75, 5:7.

## Erfolge
| Legende (Anzahl der Siege)                         |
| Grand Slam                                         |
| Tennis Masters Cup / ATP World Tour Finals         |
| ATP Masters Series / ATP World Tour Masters 1000   |
| ATP International Series Gold / ATP World Tour 500 |
| ATP International Series / ATP World Tour 250      |

### Doppel

#### Finalteilnahmen
| Nr | Datum            | Turnier | Belag | Partner       | Finalgegner            | Ergebnis       |
| 1. | 20. Februar 2004 | Newport | Rasen | Nicolas Mahut | Jordan Kerr Jim Thomas | 3:6, 7:65, 3:6 |